# Rexingen
 Rexingen (en alsacià Rexinge) és un municipi francès, situat a la regió del Gran Est, al departament del Baix Rin. L'any 2004 tenia 183 habitants.
Forma part del cantó d'Ingwiller, del districte de Saverne i de la Comunitat de comunes de l'Alsace Bossue.

## Demografia
| 1962 | 1968 | 1975 | 1982 | 1990 | 1999 |
| ---- | ---- | ---- | ---- | ---- | ---- |
| 150  | 165  | 160  | 155  | 170  | 170  |

## Administració
| Període | Identitat     | Partit |
| ------- | ------------- | ------ |
| 2001-   | Francis Burry |        |